# ريكس بينيت
ريكس بينيت (بالإنجليزية: Rex Bennett)‏ (25 يونيو 1896 في أستراليا - 14 ديسمبر 1963 بسيدني في أستراليا) هو لاعب كريكت أسترالي. لعب مع فريق تسمانيا للكريكت وفريق جنوب أستراليا للكريكت ‏.

## وصلات خارجية
- ريكس بينيت على موقع إي آس بي آن كريك إنفو (الإنجليزية)